# Wojciech Makowiecki
Wojciech Makowiecki (ur. 11 grudnia 1944 w Inowrocławiu) – polski historyk sztuki, krytyk artystyczny i publicysta.

## Życiorys
W latach 80. XX wieku kierował galerią „Aneks” w poznańskim Arsenale. Do 1997 kierował Galerią Grażyny Kulczyk w Starym Browarze, a w latach 1997-2013 Galerią Miejską Arsenał. Równocześnie prowadził działalność artystyczną i krytyczną. Był również kuratorem niektórych organizowanych w Poznaniu wystaw sztuki. M.in. ze Stefanem Wojneckim zorganizował wystawę polskiej fotografii intermedialnej w 1988, jak również powołał do życia Biennale fotografii w 1999. Autor ponad stu tekstów na tematy artystyczne, katalogów wystaw i książek (m.in. o takich osobach jak Włodzimierz Habel, Lech Morawski, czy Fortunata Obrąpalska). Współautor książki Szczelbaczechowa. Co było, a nie jest o historii poznańskiego środowiska artystycznego lat 70. i 80. XX wieku.

## Nagrody
W 1998 roku uhonorowany Nagrodą Artystyczną Miasta Poznania za liczne inicjatywy, które w ostatnich latach uczyniły z Poznania stolicę polskiej fotografii.